# Ardara
Ardara (sardisch: Àldara) ist eine Gemeinde in der Metropolitanstadt Sassari der italienischen Region Sardinien mit 716 Einwohnern (Stand 31. Dezember 2023).

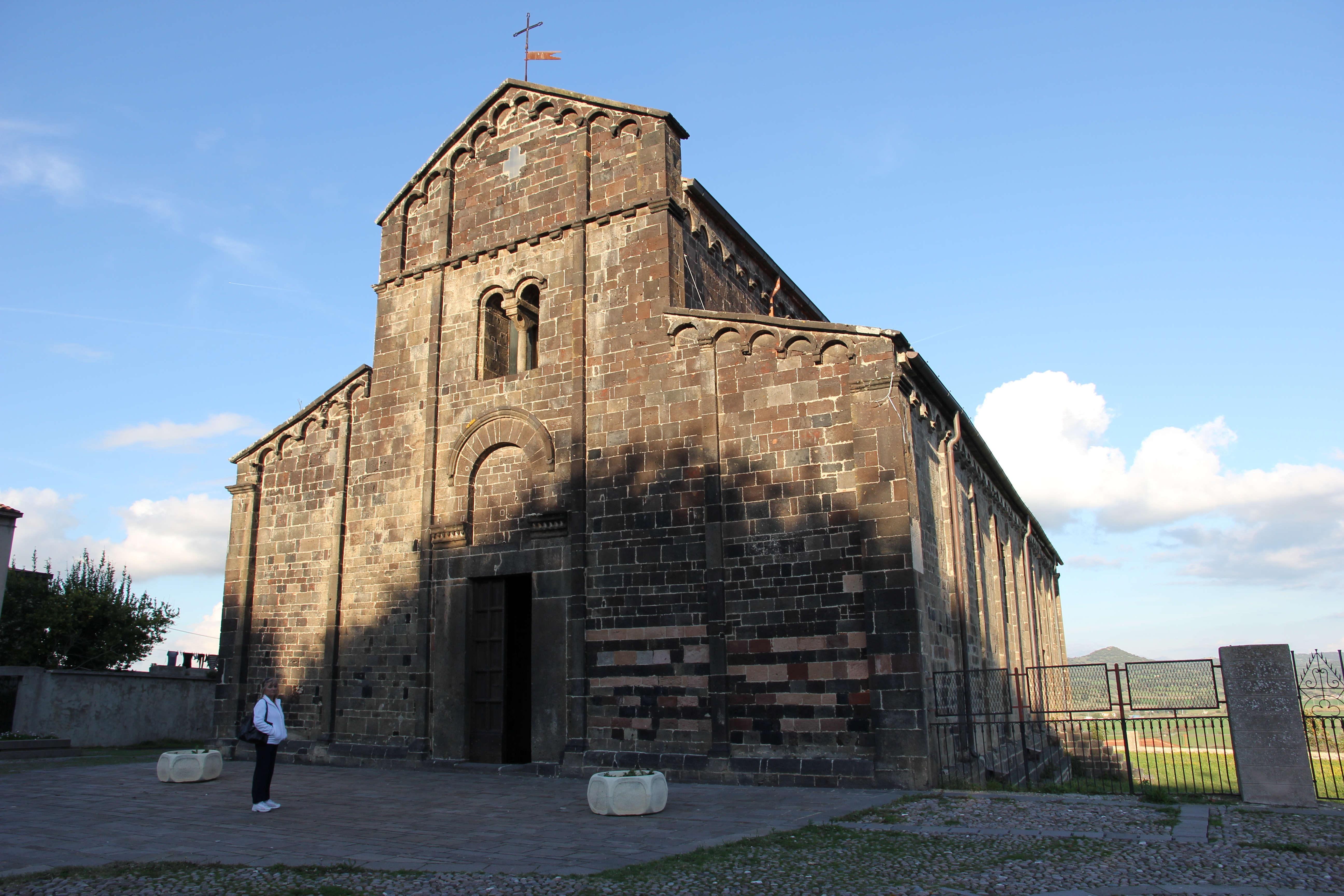
Die Kirche Santa Maria del Regno

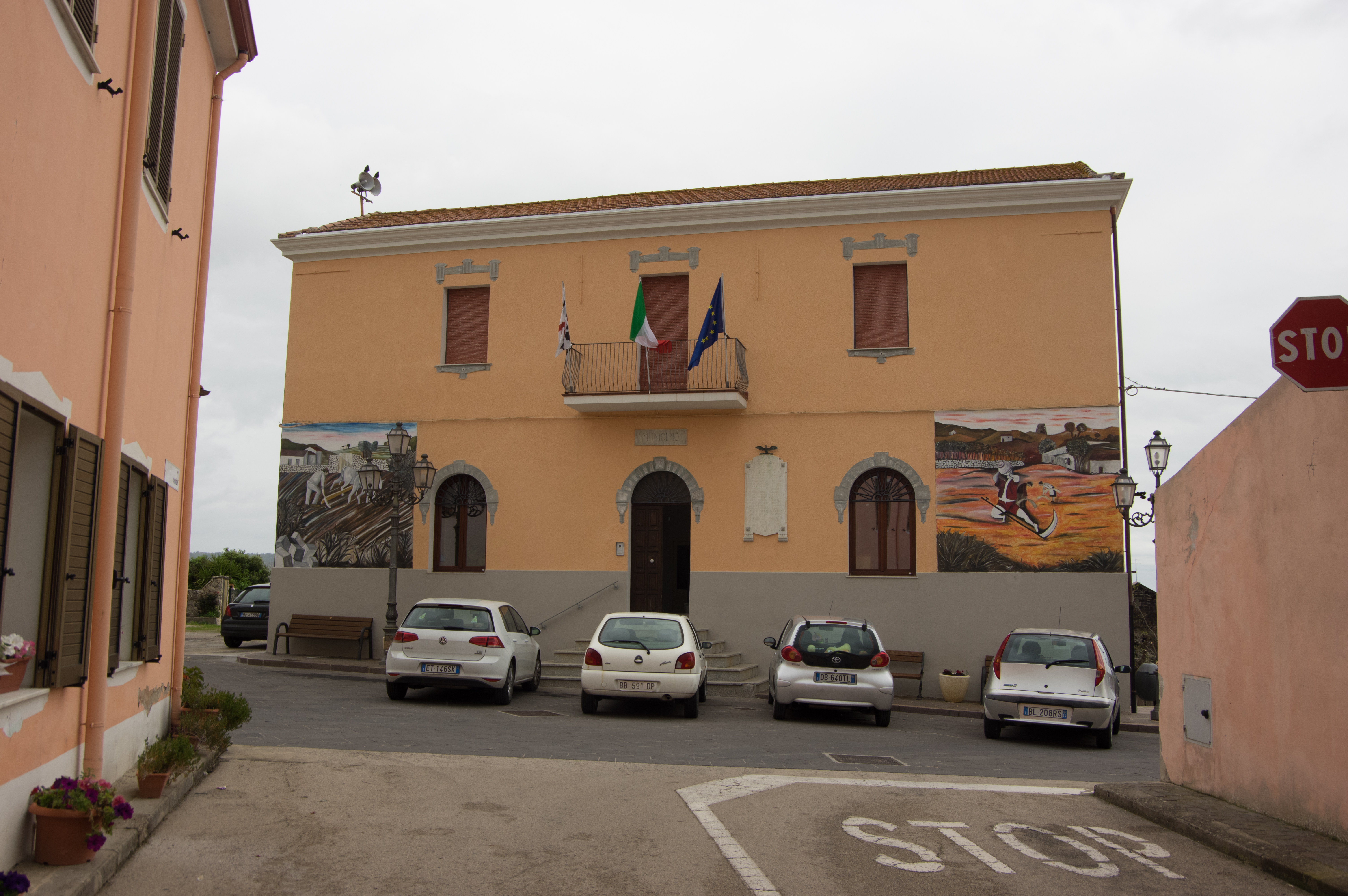
Das Rathaus

Ardara liegt im Norden Sardiniens, etwa 160 km nördlich von Cagliari und 25 km südöstlich von Sassari. Die Nachbargemeinden sind Chiaramonti, Mores, Ozieri, Ploaghe und Siligo.
Im Ort befindet sich die Kirche Santa Maria del Regno.
Der Ort war Residenz des Judikats Torres.